# Квантовый спиновый эффект Холла
Квантовый спиновый эффект Холла — аналог квантового эффекта Холла для спина. Описывается как состояние предположительно существующее в специальных двумерных полупроводниках, которые имеют квантованную спиновую холловскую проводимость и исчезающую зарядовую холловскую проводимость. Для наблюдения квантового спинового эффекта Холла не требует приложения большого магнитного поля. При возникновении состояние квантового спинового Холловского эффекта не нарушается симметрия сохранения заряда и {\displaystyle S_{z}}-симметрия (для чётко определённой холловской проводимости).

## Описание
Первое предположение о существовании квантового спинового состояния Холла было выдвинуто Чарльзом Кейном и Юджином Меле, которые адаптировали более раннюю модель для графена Данкана Холдейна, которая демонстрирует целочисленный квантовый эффект Холла в отсутствии магнитного поля. Модель Кейна — Меле представляет собой две копии модели Холдейна, в которых электрон со спином вверх демонстрирует хиральный целочисленный квантовый эффект Холла, а электрон со спином вниз демонстрирует антихиральный целочисленный квантовый эффект Холла. Релятивистская версия квантового спинового эффекта Холла была введена в 1990-х годах для численного моделирования киральных калибровочных теорий. Простейший пример состоит из симметричной относительно чётности и обращения времени калибровочной теории U(1) с объёмными фермионами противоположного знака массы, безмассовой поверхностной модой Дирака и объёмными токами, которые несут хиральность, но не заряд (аналог спинового тока Холла). В целом модель Кейна — Меле имеет зарядовую проводимость Холла, равную точно нулю, но спиновую проводимость Холла, равную точно {\displaystyle \sigma _{xy}^{\text{spin}}=2} (в единицах {\displaystyle {\frac {e}{4\pi }}}). Независимо друг от друга Андреем Берневигом и Шоучэном Чжаном была предложена квантовая спиновая модель Холла в сложно распрелелённой деформации, которая благодаря спин-орбитальной связи создаёт псевдомагнитное поле (калибровочное поле), направленное вверх для электронов со спином вверх, и магнитное поле, направленное вниз для электронов со спином вниз. Основным компонентом является существование спин-орбитальной связи, которую можно понимать как зависящую от импульса связь магнитного поля со спином электрона.
Однако реальные экспериментальные системы далеки от представленной выше идеализированной картины, в которой электроны со спином вверх и спином вниз не связаны. Очень важным достижением стало осознание того, что квантовое спиновое состояние Холла остается нетривиальным даже после введения рассеяния из состояния спин-вверх в состояние спин-вниз (с переворотом спина), которое разрушает квантовый спиновый эффект Холла. В отдельной статье Кейн и Меле представили топологический {\displaystyle \mathbb {Z} _{2}} инвариант, который характеризует состояние как тривиальный или нетривиальный зонный изолятор (независимо от того, проявляет ли состояние квантовый спиновый эффект Холла или нет). Дальнейшие исследования стабильности краевых состояний, через которую осуществляется проводимость в квантовом спиновом состоянии Холла, доказали как аналитически, так и численно, что нетривиальное состояние устойчиво как к взаимодействиям, так и к дополнительным членам спин-орбитальной связи, которые смешивают соятояния со спином вверх и спином вниз. Такое нетривиальное состояние (проявляющее или не проявляющее квантовый спиновый эффект Холла) называется топологическим изолятором, который является примером топологического порядка, защищенного симметрией сохранения заряда и симметрией обращения времени. Квантовое спиновое состояние Холла также является топологическим состоянием, защищённым симметрией сохранения заряда и спином {\displaystyle S_{z}}. Нам не нужна симметрия обращения времени для защиты квантового спинового состояния Холла. Топологический изолятор и квантовое спиновое состояние Холла — это разные топологические состояния, защищённые симметрией. Поэтому топологический изолятор и квантовое спиновое состояние Холла — это разные состояния материи.

## В квантовых ямах на основе HgTe
Поскольку графен имеет чрезвычайно слабую спин-орбитальную связь, маловероятно, что он будет поддерживать квантовое спиновое состояние Холла при температурах, достижимых с помощью современных технологий. Двумерные топологические изоляторы (также известные как квантовые спиновые изоляторы Холла) с одномерными спиральными краевыми состояниями были предсказаны в 2006 году Берневигом, Хьюзом и Чжаном как возникающие в квантовых ямах на основе теллурида ртути, зажатых между слоями теллурида кадмия, были обнаружены в 2007 году.
Могут быть построены различные квантовые ямы различной толщины HgTe. Когда слой HgTe между CdTe тонкий, система ведёт себя как обычный изолятор и не проводит ток, когда уровень Ферми находится в запрещённой зоне. Если изменить толщину слоя HgTe (для этого требуется изготовление отдельных квантовых ям), происходит интересное явление. Из-за инвертированной зонной структуры HgTe при некоторой критической толщине HgTe происходит переход Лифшица, при котором система закрывает объемную запрещённую зону, превращаясь в полуметалл, а затем снова открывает её, превращаясь в квантовый спиновый холловский изолятор.
В процессе закрытия и повторного открытия щели два краевых состояния выводятся из объёма и пересекают запрещённую зону в объёме. Таким образом, когда уровень Ферми находится в объёмной щели, проводимость определяется преимущественно краевыми каналами, пересекающими запрещённую зону. Двухполюсная проводимость равна {\displaystyle G_{xx}=2{\frac {e^{2}}{h}}} в состоянии квантового спинового Холла и ноль в нормальном диэлектрическом состоянии. Поскольку проводимость в основном определяется краевыми состояниями, значение проводимости не должно зависеть от ширины образца. Магнитное поле должно разрушить квантовое спиновое состояние Холла, нарушив инвариантность относительно обращения времени и допустив процессы рассеяния электронов с переворотом спина. Все эти предсказания были экспериментально проверены в эксперименте проведённом в лабораториях Моленкампа в Университете Вюрцбурга в Германии.